# عصام الحر
عصام حسين الحرّ من مواليد العام 1955 في بلدة جباع العاملية في جنوب لبنان، وهو أديب وروائي وأستاذ للأدب العربي في ثانويات لبنان.
درس في جبل عامل وتابع دراسته الجامعية في الجامعة اللبنانية وتخرّج منها حاملا إجازة في الأدب العربي.مارس التّدقيق اللّغويّ في إصدارات بعض دُور النّشر، كما عمل في قسم الأخبار في إحدى الإذاعات الخاصّة.

## العضويات
- عضو اتّحاد الكتَّاب اللّبنانيّين.
- عضو المجلس الثّقافيّ للبنان الجنوبيّ .
- عضو منتدى جباع الثّقافيّ .
- عضو الهيئة الإداريّة لـ جمعيّة السّلام الخيريّ .
- أمين سرّ جمعيّة آل الحُرّ الثّقافيّة الاجتماعيّة ثمَّ رئيسها.

## مؤلفاته

### مؤلفات بالاشتراك مع آخرين
- شارك في وضع ” كتاب المطالعة العربيّة “ للمرحلة المتوسّطة العليا إعداداً وتأليفاً.
- شارك في وضع سلسلة ” المدارج في الأدب العربيّ “ للمرحلة المتوسّطة.
- شارك في وضع كتاب «دليلك إلى اللغة العربيّة» لطلاّب الشّهادة المتوسّطة.

### إصداراته
صدر له حتّى الآن:
- مملكة شاهين - (مجموعة قصصيّة): طبعة أولى 1998 م - طبعة ثانية 2006 م.
- البوصَلة - (رواية): 2006 م.طبعة ثانية 2014م.
- ألوانٌ من ثمار - (رواية): 2011 م.
- خيمتان وغرسة - خواطر ومدوّنات وشذرات من ذكريات.2013م.
- «خلف المخمل» (رواية) 2014م.

## وصلات خارجية
موقع الاديب عصام الحر على الشبكة